# Antonio Pillepich
Antonio Pilepich (Fiume, ... – ...; fl. XX secolo) è stato un calciatore italiano, di ruolo difensore.

## Carriera
Il 30 settembre 1928 ha esordito in Divisione Nazionale in Brescia-Fiumana (3-2); nel corso della stagione ha giocato 21 delle 30 partite disputate dalla sua squadra, senza mai segnare. L'anno seguente ha giocato 9 partite in Serie B, sempre con la Fiumana.